# Биркиркара

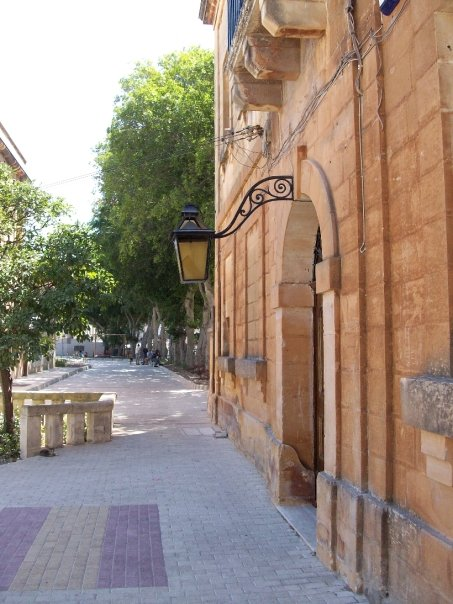
Старый вокзал в Биркиркаре

Биркиркара (мальт. и англ. Birkirkara, принято также сокращённое написание мальт. B’Kara) — город на Мальте. Население составляет около 25 000 человек.
В городе имеются 4 автономных прихода: Святой Елены, Святого Иосифа, Богородицы Кармельской и Святой Марии. Здесь же находится один из лучших колледжей Мальты, колледж Святого Алоизия.
Здесь родились бывший президент Эдвард Фенек Адами, лидер оппозиции Альфред Сант, а также первый президент Мальты Энтони Мамо.
Девиз на гербе города — In hoc signo vinces, а на гербе города изображён красный крест, над которым возвышается корона.
Среди достопримечательностей Биркиркары следует отметить старый вокзал (железная дорога была разобрана в 1931 году), который в настоящее время превращён в публичный парк. Несмотря на то, что Биркиркара превратилась в коммерческий центр Мальты, она сохраняет очарование архитектуры и быта жилого сектора.
В городе также есть собственный футбольный клуб «Биркиркара», основанный в 1950 году.